# 白鍵と黒鍵の間に
『白鍵と黒鍵の間に -ジャズピアニスト・エレジー銀座編-』（はっけんとこっけんのあいだに ジャズピアニスト・エレジーぎんざへん）は、日本のジャズピアニスト・南博によるエッセイ。2008年に小学館から発売された。
南がクラシックピアニストだった青年期にジャズに魅せられ、小岩のキャバレー、六本木のバー、銀座の超高級クラブを渡り歩き、アメリカへジャズ留学するまでの修業時代を描いた回想録。
続編として、アメリカ留学後を綴った『鍵盤上のU.S.A. -ジャズピアニスト・エレジー アメリカ編-』が2009年に出版された。
2023年には映画版が公開された。

## 評価
文芸評論家の福田和也は、『週刊新潮』の連載「闘う時評」（2008年6月5日号掲載分）において、文筆家としても活動するミュージシャン・菊地成孔の人や作品を徹底的に褒める『「ホメ」力』に注目していると語り、菊地による本書への「この本は、僕のどの本よりも面白いです。」との称賛を取り上げたのに続けて、本書の内容をコラム全体で紹介した。

## 書誌情報
- 白鍵と黒鍵の間に -ジャズピアニスト・エレジー銀座編-（2008年5月発売、小学館）ISBN 978-4-09-387789-3
  - 文庫版（2010年7月6日発売、小学館文庫）ISBN 978-4-09-408526-6
- 鍵盤上のU.S.A. -ジャズピアニスト・エレジー アメリカ編-（2009年4月発売、小学館）ISBN 978-4-09-387854-8

## 映画
『白鍵と黒鍵の間に』（はっけんとこっけんのあいだに）のタイトルで2023年10月6日に公開された。監督・脚本は冨永昌敬、主演は池松壮亮。

### 製作
映画では主人公を南と博という2人の人物に分け、2人のピアニストの運命が交錯する様を描き、池松が一人二役を演じている。二人の主人公は「南」が「博」の3年後の姿であり、同一人物のオルター・エゴとして、同じ空間に存在する場面があるというマジックリアリズム的手法により描かれた。
また、この作品の中で鍵を握る曲「ゴッドファーザー 愛のテーマ」は実際に池松がピアノ演奏をしている。
博のキャバレーバンドの仲間役で、劇中でセッションを繰り広げるK助をサックス奏者の松丸契が演じ、俳優業に初挑戦している。

### あらすじ
映画では原作エッセイで描かれた南博の10代から20代後半までのエピソードを一晩の物語にまとめる形で脚色し、違う時制の主人公が同じ空間に登場する。このあらすじでは主人公の「南」と「博」が同一人物であることを踏まえて、混乱を避けるため「博」に統一する。
ジャズピアニストを目指す博は、師匠の宅見から演奏の硬さを指摘され、「nonchalant」（ノンシャラント）な姿勢を身に着けるためキャバレーでの修業を勧められる。だが修業場となった店は歌謡曲のバックで演奏をする場で、ジャズができないことに不満を持っていた博は、1988年の年の瀬、「あいつ」と呼ばれるヤクザにリクエストされ「ゴッドファーザー 愛のテーマ」（以下「LTG」と略す）を演奏する。しかし博はこの曲を、銀座界隈を牛耳る組織の会長・熊野以外のために演奏することはタブーと知らされ驚愕する。
博は店を辞め、その後も幾度となく現れる「あいつ」をあしらいながら「LTG」のタブー破りに知らぬふりをし、共に宅見に学んだ姉弟子のピアニスト・千香子に紹介され、バンドマスター・三木や曽根の率いるハコバンで、銀座のクラブ2軒での演奏をする。博は3年後には熊野に「LTG」の演奏を許されるただ一人のピアニストとなる。しかしこれらの店ではジャズを演奏できたものの、音楽はあくまでBGMとして扱われ、誰も演奏を聴こうとしない。アメリカから来た歌手・リサは不満をあらわにする。博はリサをなだめるが、状況に流され道を見失っている自分に苛立ち、ボストンの音楽学校への留学を決意していた。それを知ったリサは、音楽学校入試に必要なデモテープの録音を兼ねて、店でのセッションを勧める。博たちの演奏は、以前の仲間・K助のサックス演奏も加わって、ホステスや客たちが近寄って聴き惚れ、ダンスを始める盛り上がりとなる。
しかしその後、酔った熊野が乱入してマイクを手に演歌を歌い出し、周囲は困惑する。博は仕方なく伴奏を続け、やがて熊野とリサとのトラブルをきっかけに「LTG」を演奏し始める。博はいつしかこの曲の演奏そのものに夢中になる。曲が終わり「あいつ」が現れ、博のタブー破りをばらしたうえ、熊野をナイフで襲い乱闘が始まる。混乱の末、ビルの非常階段で二人は殺し合い、熊野に抑圧され不満を抱えていた三木までもが彼を撲殺する。この様子を目の当たりにした博は失神し、三木らによって、非常階段からビルの隙間に熊野と「あいつ」の遺体に続けて投げ捨てられる。
ビルの隙間で目を覚ました博は、音楽を志しながら落ちぶれてこの場から出られず、ここが3年後のアメリカだと主張するホームレス姿の男、生きていて博に語りかける「あいつ」と熊野に会い、彼らと問答する中で音楽への思いをぶちまける。博の言葉を聞いた男は地面のラジカセからデモテープを取り出す。男が顔を表すとそれは博の姿で、彼以外が消えたビルの隙間から、テープを持って外の街へ走り出す。博の前に彼の母が現れ、渡航に必要なワクチン接種の証明のため頼まれていた母子手帳とお守りを手渡す。博は母に見送られて空港へと向かう。ラストシーンでは博の将来性を称える宅見と、博をバンドの仲間たちに紹介する千香子の声をバックに、開店前のクラブでピアノに向かう博の姿で終わり、エンドロールとエンディング音楽に切り替わる。

### キャスト
- 南 / 博[注釈 3]：池松壮亮
- 千香子：仲里依紗[13][14]
- あいつ：森田剛[13][14]
- リサ：Crystal Kay[13][14]
- K助：松丸契[13][14]
- 曽根：川瀬陽太[13][14]
- 門松：杉山ひこひこ[13][14]
- Y子：中山来未[13][14]
- 島原：福津健創[13]
- 小春：日高ボブ美[13]
- 宅見：佐野史郎[13][14]
- 南の母：洞口依子[13][14]
- 熊野：松尾貴史[13][14]
- 三木：高橋和也[13][14]

### スタッフ
- 原作：南博『白鍵と黒鍵の間に -ジャズピアニスト・エレジー銀座編-』（小学館文庫刊）
- 監督：冨永昌敬
- 脚本：冨永昌敬、高橋知由[13][14]
- 音楽：魚返明未[13][14]
- エンディング音楽：南博「Nonchalant」[13][14][15]
- 製作：大熊一成、太田和宏、甲斐真樹、佐藤央、前信介、澤將晃[13][14]
- プロデューサー：横山蘭平[13][14]
- アソシエイトプロデューサー：白川直人、寺田悠輔[13][14]
- ラインプロデューサー：荒木孝眞[13][14]
- 撮影：三村和弘[13][14]
- 照明：中村晋平[13][14]
- 録音：山本タカアキ[13][14]
- 美術：仲前智治[13][14]
- 装飾：須坂文昭[13][14]
- ヘアメイクデザイン：西村佳苗子[13][14]
- 助監督：久保朝洋[13][14]
- 制作担当：中村哲也[13][14]
- スクリプター：押田智子[13][14]
- 編集：堀切基和[13][14]
- 仕上担当：田巻源太[13][14]
- 宣伝プロデューサー：小口心平[13]
- 助成：文化庁文化芸術振興費補助金（映画創造活動支援事業）独立行政法人日本芸術文化振興会[13]
- 配給：東京テアトル[13]
- 制作プロダクション：東京テアトル、スタイルジャム[13]
- 制作協力：ARAKINC.[13]
- 製作幹事：ポニーキャニオン、スタイルジャム[13]
- 製作：「白鍵と黒鍵の間に」製作委員会（ポニーキャニオン、東京テアトル、スタイルジャム、ワンダーストラック、グラスゴー15、テレビ朝日メディアプレックス）[13]

### 封切り
劇場公開では、テアトルシネマグループによる音響システム「odessa」に対応した「odessa EDITION」での公開が一部劇場で行われた。

### 受賞
- 第74回芸術選奨文部科学大臣新人賞 映画部門（池松壮亮、『せかいのおきく』『シン・仮面ライダー』他と合わせた実績により）[17][18]